# Doris Engineering
Doris Engineering is een Frans ingenieursbureau voor de offshore. Het werd in 1965 opgericht als Compagnie Générale pour les Développements Opérationnels des Richesses Sous-Marines (C.G. DORIS) als voortzetting van SEGANS.

## C.G. Doris
Aanvankelijk was het werk dan ook vooral een voortzetting van dat van SEGANS. Zo ontwierp C.G. Doris een methode om pijpleiding te kunnen leggen in de Middellandse Zee. Een heel ander ontwerp was in 1966 een anker voor gebruik in zachte modder, het zogenaamde Doris mud anchor. In dat type zeebodem heeft dit een zeer grote houdkracht.

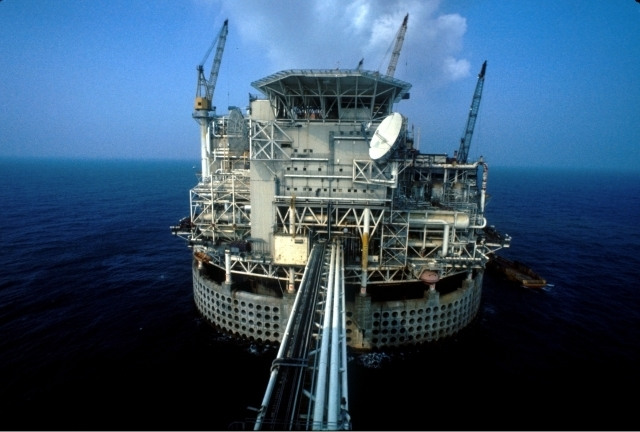
De Ekofisk-tank met geperforeerde buitenwand volgens Jarlan-patent als golfbreker. Het kreeg in 1989 een extra beschermingswand

In 1971 ontwierp Doris met Europe-Etudes het eerste betonnen platform voor Ekofisk dat gebouwd werd door Høyer-Ellefsen en Selmer. Deze tank met een opslagcapaciteit van 160.000 m³ werd in juni 1973 geplaatst en had ter hoogte van de waterlijn een geperforeerde buitenwand volgens Jarlan-patent als golfbreker.
In 1981 nam Doris concurrent Sea Tank over.

## Howard Doris
Doris ging in 1973 een joint-venture aan met John Howard Ltd. en gebruikte het concept van de Ekofisk-tank om een reeks van platforms te bouwen. De eerste werd in het Frigg-veld geplaatst voor Elf, Frigg CDP1 in 1975. Bij de bodem had deze ook een Jarlan-wand om ontgronding te voorkomen. Het platform werd gebouwd met Norwegian Contractors, het samenwerkingsverband van onder meer Høyer-Ellefsen en Selmer. Ook Frigg MCP-01 was een Doris-ontwerp, maar werd in 1976 gebouwd door Skånska Cementgjuteriet. In 1978 zette Howard Doris Offshore Design Engineering (ODE) op.
Ninian centraal voor Chevron en Maureen ALC voor Phillips werden daarna gebouwd door Howard-Doris in Loch Kishorn in 1978 en 1982. In 1983 bouwde HDW naar Doris-ontwerp voor Texaco Schwedeneck A en B. In 1983 leverde het de expertise in betonnen constructies aan Toa Harbour Works voor een kunstmatig eiland in de Beaufortzee.
Na het Ninian-platform leek de offshore-markt echter weer richting stalen onderstellen te bewegen. In 1981 ontwierp Howard Doris voor het Emeraude-veld een stalen stoominjectieplatform voor Elf in Congo. Het eerste ontwerp voor een dek was in 1982 voor het Victoria-veld in Kameroen van CFP.
In 1982 stelde Howard Doris hun drijvende bok Tog Mor voor een symbolische ₤1 ter beschikking om het wrak van de Mary Rose te lichten. Ook duikers van Doris assisteerden hierbij.
In 1984 zou Howard Doris met Trafalgar House de werf Scott Lithgow overnemen, maar trok zich uiteindelijk terug.
In 1985 bouwde C.G. Doris het belang in Howard Doris af dat fuseerde met John Howard. Howard Doris nam dat jaar de werf Wallsend Slipway over. Door financiële moeilijkheden moest het dit echter het jaar daarop al verkopen aan Press Offshore, onderdeel van AMEC. Amec was ook het moederbedrijf van Leonard Fairclough & Son dat al een groot belang had in John Howard.

## Doris Engineering
In 1986 werd het bedrijf na een reorganisatie hernoemd als Doris Engineering. Het nam dat jaar ook maritiem onderzoeksinstituut Océanide over en het volledige belang in ODE.
In 1990 begon Doris aan het ontwerp voor een betonnen platform in het Canadese Hiberniaveld. Dit Hibernia-platform moest bestand zijn tegen ijs en werd in 1997 geïnstalleerd.
In 1992 werd voor McDermott begonnen aan het ontwerp van een compliant tower voor het Baldplate-veld van Amerada Hess. Dit was de eerste compliant tower zonder tuidraden en werd geïnstalleerd in 19.
In 1994 ontwierp het voor Norsk Hydro voor het Troll-veld het eerste betonnen halfafzinkbare platform, Troll B.